# Андрес Амбил
Андрес Амбил (Давос, 14. септембар 1983) професионални је швајцарски хокејаш на леду који игра на позицијама крилног нападача.

## Клупска каријера
Пре дебија у сениорском хокеју Амбил је играо за све млађе секције екипе Давоса, док је прве три утакмице у сениорској конкуренцији одиграо током сезоне 2000/01. Већ наредне сезоне одиграо је 38 утакмица у швајцарском првенству, а екипа Давоса освојила је титулу националног првака. У дресу Давоса играо је до лета 2009. и у том периоду је освојио укупно 4 титуле националног првака и трофеј намењен победнику Шпенглеровог купа 2006. године.
Крајем маја 2009. одлази у Сједињене Државе и потписује уговор са НХЛ екипом Њујорк ренџерса, а потом је пребачен у развојни тим Ренџерса, екипу Хартфорда, за који је играо у сезони 2009/10. у АХЛ лиги. Након једне сезоне на америчком континенту, Амбил се враћа у Швајцарску и потписује трогодишњи уговор са екипом Лајонса из Цириха са који осваја још једну титулу националног првака. По окончању сезоне 2012/13. враћа се у матични клуб Давос у ком је годину дана касније постављен на место капитена тима. 

## Репрезентативна каријера
Амбил је играо за све млађе репрезентативне селекције Швајцарске, а највећи успех остварио је играјући за репрезентацију до 18 година са којом је освојио сребрну медаљу на светском првенству 2001. године.
За сениорски тим своје земље дебитовао је на светском првенству 2004. године, и од тада је стандардни репрезентативац. Највећи успех на светским првенствима постигао је на СП 2013. где је са репрезентацијом освојио сребрну медаљу.
Амбил је играо и на четири олимпијска турнира, у Торину 2006, Ванкуверу 2010, Сочију 2014. и Пјонгчангу 2018. године.